# Carraresi
Carraresi, także da Carrara – padewski ród arystokratyczny.
W XI-XII w. Carraresi posiedli dobra feudalne wokół zamku w Carrarze. Byli wasalami biskupów Padwy. W XII wieku zdobyli znaczne wpływy w samym mieście, stając się w XIII w. stronnikami gwelfów. W roku 1237 opowiedzieli się przeciwko Ezelinowi III da Romano i zostali wygnani z Padwy. Powrócili do niej w 1256 roku. Od roku 1318 rządzili Padwą.
Panami Padwy byli:
- Jacopo I (1318–1405)
- Marsilio (1324–1328 oraz 1337–1338)
- Ubertino (1338–1345)
- Marsilietto Papafava (1345)
- Jacopo II (1345–1350)
- Francesco il Vecchio (1350–1388)